# ماریانو پرنیا
ماریانو پرنیا (انگلیسی: Mariano Pernía؛ زادهٔ ۴ مهٔ ۱۹۷۷) یک بازیکن فوتبال اهل آرژانتین است.
وی همچنین در تیم ملی فوتبال اسپانیا بازی کرده‌است.